# Loisieux
Loisieux é uma comuna francesa na região administrativa de Auvérnia-Ródano-Alpes, no departamento de Saboia. Estende-se por uma área de 9,33 km². Em 2010 a comuna tinha 204 habitantes (densidade: 21,9 hab./km²).